# Parviturboides interruptus
Parviturboides interruptus är en snäckart som först beskrevs av C. B. Adams 1850.  Parviturboides interruptus ingår i släktet Parviturboides och familjen Vitrinellidae. Inga underarter finns listade i Catalogue of Life.